# جانی جیوئلی

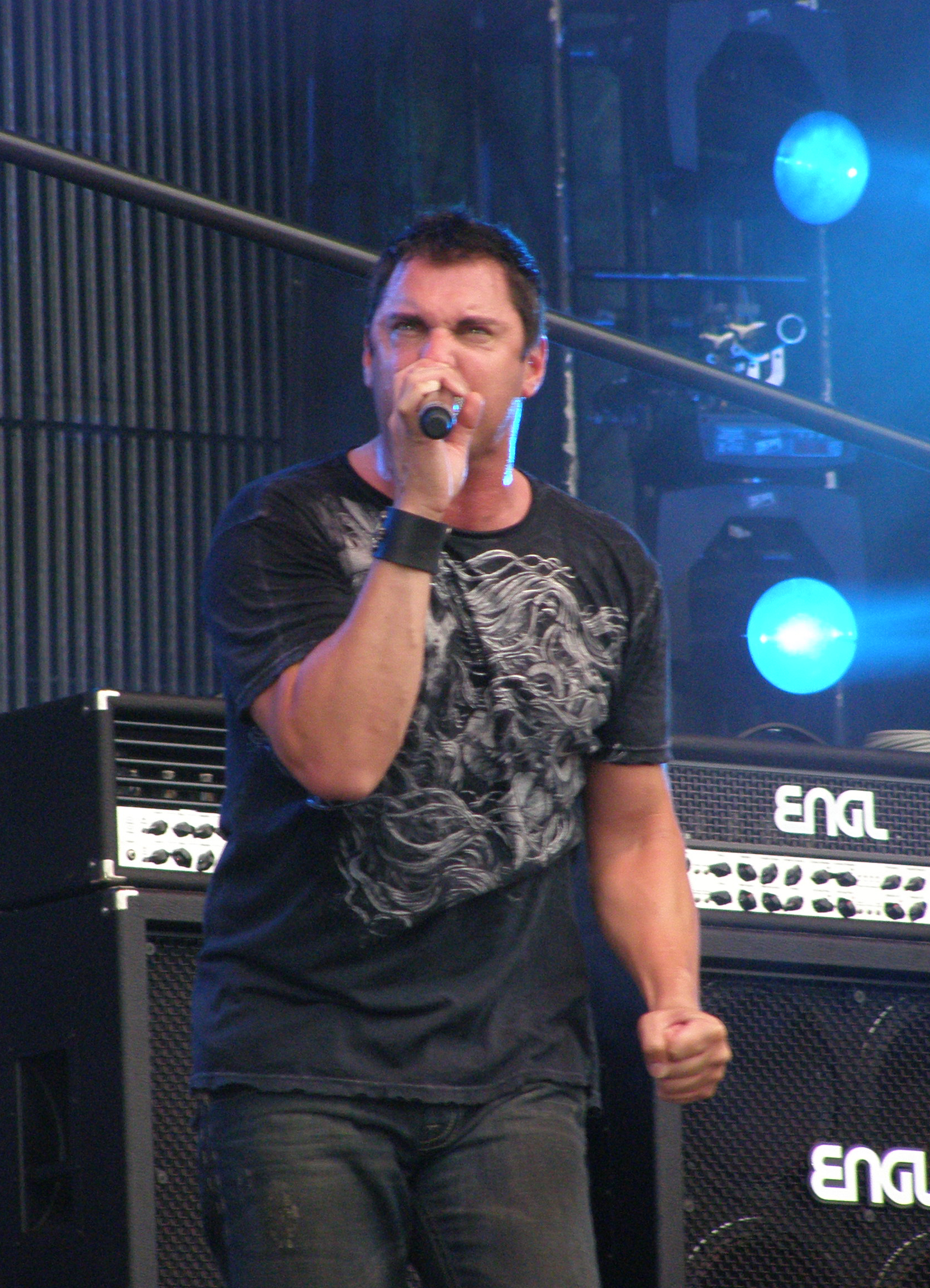
جانی جیوئلی

جانی جیوئلی (انگلیسی: Johnny Gioeli؛ زاده ۵ اکتبر ۱۹۶۷) یک موسیقی‌دان، تهیه کننده، شاعر و خواننده سبک هوی متال، پاور متال و هارد راک آمریکایی است. او به دلیل خوانندگی گروه آمریکایی هاردلاین و وسعت و قدرت صدای بسیار بالایش شناخته می‌شود، همچنین او در حال حاضر خواننده و شاعر گروه‌های راک دیگری مانند کراش۴۰ و گروه موفق گیتاریست آلمانی اکسل رودی پل به همین نام است.

## زندگی‌نامه

### آغاز
جانی جیوئلی در اوایل دهه هشتاد میلادی فعالیت موسیقی خود را به همراه برادر بزرگترش جویی جیوئلی و در گروهی بنام فاز با نواختن درام آغاز کرد. سپس جانی در ۱۶ سالگی به killerhit پیوست. در سال ۱۹۸۷ و پس از کشف توانایی خواندن خود و شهرتی که خواندن در کلوپ‌های شبانه برای او به وجود آورد، او و جویی توانستد پول کافی برای خرید اولین سیستم نورپردازی و کامیون و اتوبوس مخصوص تور خود را از جیمی بافت تهیه کنند.

### هاردلاین
در یکی از تورهایی که گروه به همراه پویزن داشت، برت مایکل (خواننده گروه) یک روزنامه‌نگار سابق و مدیر برنامه بنام دبرا روزنر را به آن‌ها معرفی کرد که این تغییر مهمی در زندگی هنری جانی ایجاد کرد. با پیشنهاد او جانی نواختن درام را ترک کرد و خواننده اصلی گروهی شد که اکنون خود را برونته می‌نامید. گروه با جدیت بیشتری در کار، توانست وارد استودیوهای موسیقی معروفی چون سان ست استریپ شود. کارهای پر از احساس و انرژی آن‌ها توجه و تحسین بسیاری از کمپانی‌های معروف ضبط موسیقی را به خود جلب کرد و بسیاری از آن‌ها خواستار عقد قرارداد با برونته شدند. گروه کم‌کم طرفدارانی در سرتاسر دنیا پیدا کرده بود. اما پس از این موفقیت، اختلاف‌هایی بین اعضای گروه، در نحوه مدیریت و گسترش فعالیت برونته شکل گرفته بود که همین باعث شد جانی و برادرش گروه را در سال ۱۹۹۱ ترک کرده و به پروژه موسیقی خود بپردازند. با درخواست گیتاریست جدا شده از گروه جورنی، نیل شاون برای پیوستن به آن‌ها و قبول درخواست او توسط جانی، اولین آلبوم استودیویی آن‌ها بنام (دوبار کسوف) Double Eclipse و اینبار با نام گروه هاردلاین ضبط و منتشر شد. آلبوم طبق انتظار با موفقیت خوبی روبرو شد، البته همزمانی انتشار آلبوم دو بار کسوف و آلبوم موفق نیروانا اندکی آن‌ها را زیر سایه برد. گروه به‌هرحال شروع به ساختن موزیک ویدئو برای کارهای خود کرد. هاردلاین بلافاصله شروع به نوشتن دومین آلبوم خود کرد اما بار دیگر بروز اختلافات بین اعضا و جدا شدن نیل شاون و مدیر گروه، جانی جیوئلی تا سال ۱۹۹۸ از عرصه موسیقی ناپدید شد.

### پیوستن به اکسل رودی پل
در سال ۱۹۹۸ اکسل رودی پل لید گیتاریست آلمانی و رهبر گروه اکسل رودی پل پس از جدا شدن جف اسکات سوتو، از جانی برای پیوستن به گروهش دعوت کرد. در واقع اکسل او را از مدت‌ها پیش می‌شناخت و پهنه صدا و نحوه خواندن او را همیشه تحسین می‌کرد. او مدت‌ها به این اندیشیده بود که صدای جانی مناسب‌ترین گزینه برای موزیک اوست. پس از موافقت جانی، اکسل او را برای ضبط آلبوم (اقیانوس‌های زمان) به آلمان دعوت کرد که این آلبوم تبدیل به یکی از بهترین و موفق‌ترین کارهای اکسل رودی پل شد. او کماکان نیز در این گروه به عنوان خواننده اصلی نقش بسزایی دارد.

### بازگشت هاردلاین
در سال ۲۰۰۲ و پس از موفقیت‌هایی که جانی جیوئلی با اکسل رودی پل بدست آورد، وی تلاش کرد تا هاردلاین را یکبار دیگر و ۱۰ سال پس از فروپاشی دوباره احیا کند. جانی و گروهش توانستند دومین آلبوم هاردلاین بنام (II) را وارد بازار کنند و برای معرفی بهتر آلبوم در سال ۲۰۰۳ آلبوم زنده ای بنام (Live at the Gods Festival 2002) را اجرا کردند. البته جانی بعدها و در سال ۲۰۱۴ در مصاحبه ای این کنسرت و آلبوم را بدترین کار هنری تمامی دوران زندگی اش نامید. سومین آلبوم گروه در سال ۲۰۰۹ و با نام Leaving the End Open به بازار عرضه شد. در سال ۲۰۱۲ جانی در مصاحبه ای اعلام کرد که قصد دارد خون جوان و تازه ای به رگ‌های هاردلاین وارد کند و بجز خود او تمامی اعضای گروه تغییر کرده و بدین ترتیب آلبوم چهارم گروه بنام Danger Zone به تهیه‌کنندگی و نوازندگی کیبورد تهیه‌کننده ایتالیایی الساندرو دل وکیو وارد بازار شد.

### کراش ۴۰
در سال ۲۰۰۰ موسیقیدان ژاپنی و آهنگساز بازیهای رایانه ای، جون سنوئه (Jun Senoue) در ضبط یک آلبوم بنام Thrill of the Feel از گروه پسران فرشتگان (sons of angels) از صدای جانی استفاده کرد. پس از این همکاری، آن‌ها خود را کراش۴۰ نامیدند و همکاری آن‌ها رسماً آغاز، و جانی جیوئلی وارد دنیای موسیقی بازی شد. آن‌ها شروع به نوشتن و نواختن و اجرا کردن چندین قطعه آهنگ برای کمپانی سگا و مشخصاً بازی محبوب و پرطرفدار سونیک نمودند. بدین ترتیب صدای جانی جیوئلی برای طرفداران بازی سونیک در سرتاسر دنیا بیش از پیش خاطره انگیز شد تا جایی که در سال ۲۰۰۸ آن‌ها قطعات ساخته شده را برای اولین بار در نمایشگاه بازی توکیو به صورت زنده اجرا کردند.

## آلبوم شناسی

### Accomplice
- She's On Fire (2006)

http://www.accomplicemusic.com

### اکسل رودی پل
- Oceans of Time (1998)
- The Ballads II (1999)
- The Masquerade Ball (2000)
- The Wizard's Chosen Few  (Compilation) (2000)
- Shadow Zone (2002)
- Knights Live  (Live CD) (2002)
- Knight Treasures (Live and More) DVD (2002)
- Kings And Queens (2004)
- The Ballads III (2004)
- Mystica (2006)
- Diamonds Unlocked (2007)
- Live Over Europe 2008 DVD (2008)
- Tales of the Crown (2008)
- The Best of Axel Rudi Pell: Anniversary Edition (2009)
- One Night Live  DVD (2010)
- The Crest (2010)
- The Ballads IV (2011)
- Circle of the Oath  (2012)
- Live On Fire (Live CD/Live DVD) (2013)
- Into the Storm (2014)

### هاردلاین
- Double Eclipse (1992)
- II (2002)
- Live at the Gods Festival 2002 (Live CD/DVD) (2003)
- Leaving the End Open (2009)
- Danger Zone (2012)

### کراش ۴۰
- Sonic Team "PowerPlay" — Best Songs from Sonic Team (1998)
- Sonic Adventure: Songs With Attitude Vocal Mini-Album  (1998)
- Sonic Adventure REMIX (1998)
- Sonic Adventure Original Soundtrack (1999)
- Thrill of the Feel  (2000)
- Sonic Adventure 2 Multi-Dimensional Original Soundtrack (2001)
- Sonic Adventure 2 Vocal Collections: Cuts Unleashed(2001)
- Sonic Adventure 2 Official Soundtrack (2002)
- Rock on Bones (2003)
- Crush 40 (2003)
- Sonic Heroes Original Soundtrax (2003)
- Triple Threat: Sonic Heroes Vocal Trax (2003)
- Shadow the Hedgehog Original Soundtrack (2005)
- Lost and Found: Shadow the Hedgehog Vocal Trax (2005)
- Sonic the Hedgehog Original Sound Track (2007)
- Sonic the Hedgehog Vocal Traxx: Several Wills (2007)
- Super Smash Bros. Brawl (2008)
- سونیک (مجموعه بازی) (۲۰۰۸)
- Face to Faith: Sonic and the Black Knight Vocal Trax (2009)
- سونیک (مجموعه بازی) (۲۰۰۹)
- The Best of Crush 40 – Super Sonic Songs  (2009)
- Tales of Knighthood: Sonic and the Black Knight Original Soundtrax (2009)
- Face to Faith: Sonic and the Black Knight Vocal Trax (2009)
- Mario & Sonic at the Olympic Winter Games (2009)
- Sonic Free Riders Original Soundtrack: Break Free (2010)
- Sonic Adventure Original Soundtrack - 20th Anniversary Edition (2011)
- Sonic Adventure 2 Original Soundtrack - 20th Anniversary Edition (2011)
- Sonic Heroes Original Soundtrack - 20th Anniversary Edition (2011)
- Sonic the Hedgehog CD Original Soundtrack - 20th Anniversary Edition (2011)
- History of Sonic Music 20th Anniversary Edition (2011)
- Sonic Generations Original Soundtrack: Blue Blur (2011)
- ماریو و سونیک در المپیک ۲۰۱۲ لندن (۲۰۱۱)
- Rise Again (2012)
- Live! (۲۰۱۲)
- Mario & Sonic at the Sochi 2014 Olympic Winter Games (2013)
- Sonic Adventure Original Soundtrack (2014)

### دیگر گروه‌ها
- Killerhit Demos (1988)
- Brunette Live at the Key Club (1989)
- Brunette - Demos and First Rehearsals 89-90 (1990)
- Doug Aldrich - Highcentered (1994)
- Doug Aldrich - Alter Ego (2002)
- Genius: Rock Opera - Episode 2 In Search Of The Little Prince (2005)
- Voices Of Rock - MMVII (2007)
- Herman Rarebell & Friends - Acoustic Fever (2013)
- Wolfpakk - Cry Wolf (2013)